# Fabio Sabatini
Fabio Sabatini (ur. 18 lutego 1985 w Pescii) – włoski kolarz szosowy.
Po sezonie 2021 zakończył karierę sportową.

## Osiągnięcia
Opracowano na podstawie:

2003
- 1. miejsce na 4. etapie Giro della Toscana juniorów
- 1. miejsce w mistrzostwach Włoch juniorów (jazda indywidualna na czas)

2005
- 3. miejsce w Gran Premio della Liberazione
- 1. miejsce w Coppa Città di Asti

2010
- 3. miejsce w Gran Premio della Costa Etruschi
- 2. miejsce w Classica Sarda
- 1. miejsce na 4. etapie Giro d’Italia (jazda drużynowa na czas)

2016
- 1. miejsce na 1. etapie Tour de San Luis (jazda drużynowa na czas)

## Rankingi
| Rok                | 2005 | 2006 | 2007 | 2008 | 2009 | 2010 | 2011 | 2012 | 2013 | 2014 | 2015 | 2016  | 2017  | 2018  | 2019  | 2020  |
| ------------------ | ---- | ---- | ---- | ---- | ---- | ---- | ---- | ---- | ---- | ---- | ---- | ----- | ----- | ----- | ----- | ----- |
| UCI ProTour        | -    | -    | -    | 148. |      |      |      |      |      |      |      |       |       |       |       |       |
| UCI World Calendar |      |      |      |      | 115. | 154. |      |      |      |      |      |       |       |       |       |       |
| UCI World Tour     |      |      |      |      |      |      | 224. | 226. | -    | -    | -    | -     | -     | 341.  |       |       |
| World Ranking      |      |      |      |      |      |      |      |      |      |      |      | 1187. | 2522. | 1750. | 2089. | 1992. |
| UCI Europe Tour    | 579. |      |      |      |      |      |      |      |      |      |      | 861.  | 1657. | 1805. | 1367. | 1454. |
| UCI Asia Tour      | -    |      |      |      |      |      |      |      |      |      |      | -     | -     | 675.  |       |       |
| UCI America Tour   | -    |      |      |      |      |      |      |      |      |      |      | 468.  | -     | -     |       |       |
|                    |      |      |      |      |      |      |      |      |      |      |      |       |       |       |       |       |
| Źródło: UCI        |      |      |      |      |      |      |      |      |      |      |      |       |       |       |       |       |